# Anna Vanhatalo
Anna Vanhatalo (née le 29 février 1984 à Helsinki, en Finlande) est une gardienne de but au hockey sur glace et à la ringuette. Vanhatalo excelle dans ses 2 disciplines sportives.

## Carrière à la ringuette
Depuis 2002, elle joue dans la ligue professionnelle finlandaise Ringeten SM-sarja (fi) et est membre de l'équipe nationale de ringuette de Finlande. Elle remporte deux médailles d'or aux Championnats mondiaux (Stockholm 2004 et Ottawa 2007) et est élue meilleure gardienne de but lors du mondial 2004   .
En 2006, Vanhatalo vient jouer une saison pour le club Montréal Mission dans la Ligue Nationale de Ringuette au Canada. En échange, son club finlandais  Helsinki Ringette engage Claudia Jetté, la gardienne de but titulaire du Montréal Mission.

## Carrière au hockey
À l'automne 2009, elle débute au hockey avec l'équipe féminine du club de hockey Blues d'Espoo dans la SM-liiga de Finlande. Ses performances avec les Blues d'Espoo dans la Ligue féminine de hockey finlandaise et à la Coupe d'Europe lui permettre d'obtenir un poste de gardienne titulaire avec l'équipe nationale de Finlande. Elle compétitionne au Tournoi des 4 nations, aux Jeux olympiques d'hiver de 2010 à Vancouver et au Championnat du monde de 2011 en Suisse.
Vanhatalo joue présentement pour SKIF Nijni Novgorod, une équipe  féminine qui évolue dans le Championnat de Russie

## Vie personnelle
Vanhatalo est célibataire. Durant son séjour à Montréal en 2006, elle apprend le français. En 2009, elle obtient sa maîtrise de la Helsinki School of Economics. Le sujet de sa thèse est le parrainage du sport féminin. Elle maitrise plusieurs langues: le finnois, le suédois, l'allemand, l'anglais et le français.

## Trophées et honneurs personnels
- Coupe d'Europe des clubs champions de hockey sur glace féminin 2012 : nommée meilleure gardienne du tournoi final.

### Palmarès
- 3 championnats nationaux de ringuette en Finlande.
- Médaille d'or  aux Championnats Mondiaux de ringuette de 2004
- Médaille d'or  aux Championnats Mondiaux de ringuette de 2007
- Médaille d'argent  à la Coupe d'Europe des clubs de hockey sur glace féminin en 2009.
- Médaille de bronze au Tournoi de la Coupe des quatre nations.
- Médaille de bronze   aux Jeux olympiques de 2010.
- 1 Championnat national de Russie féminin au hockey en 2010.
- Médaille de bronze  au Championnat du Monde de hockey sur glace féminin de 2011.